# Svensson
Svensson ist ein patronymisch gebildeter schwedischer Familienname.

## Herkunft und Bedeutung
Svensson bedeutet wörtlich „Svens Sohn“, wobei Sven ein häufiger schwedischer Vorname ist und svensk sowohl „schwedisch“ als auch „Schwede“ bedeutet. So ist Svensson ein häufiger schwedischer Familienname und wird neben Medelsvensson („Durchschnittsschwede“) und Svenne auch als Bezeichnung für den Durchschnittsschweden verwendet, vergleichbar mit dem deutschen Otto Normalverbraucher und Ola und Kari Nordmann, den Durchschnittsnorwegern.

## Varianten
- Svenson
- Swenson
- Svenssen
- Sveinsson

## Namensträger

### A
- Alf Svensson (* 1938), schwedischer Politiker (Kristdemokraterna)
- Alice Svensson (* 1991), schwedische Popsängerin
- Allan Svensson (1951–2024), schwedischer Schauspieler
- Amund Svensson, norwegischer Musiker
- Anders Svensson (* 1976), schwedischer Fußballspieler
- Andreas Tyrone Svensson (* 1973), schwedischer Rockgitarrist, siehe Dregen
- Annica Svensson (* 1983), schwedische Fußballspielerin, siehe Annica Barsley
- Anton Svensson, Pseudonym eines schwedischen Autorenduos
- Arthur Svensson (1916–1989), schwedischer Fußball- und Bandyspieler
- Artur Svensson (1901–1984), schwedischer Leichtathlet
- Åsa Svensson (* 1975), schwedische Tennisspielerin
- Åsa Svensson (Tischtennisspielerin) (* 1971), schwedische Tischtennisspielerin

### B
- Bo Svensson (* 1979), dänischer Fußballspieler

### C
- Camilla Svensson (* 1969), schwedische Fußballspielerin
- Carl Svensson (1879–1956), schwedischer Tauzieher und Gewichtheber
- Catharina Svensson (* 1982), dänisch-schwedisches Model und Anwältin
- Claes Svensson (* 1955), schwedischer Radrennfahrer

### D
- Daniel Svensson (Musiker) (* 1977), schwedischer Schlagzeuger
- Daniel Svensson (Handballspieler) (* 1982), dänischer Handballspieler
- Daniel Svensson (Skilangläufer) (* 1992), schwedischer Skilangläufer
- Daniel Svensson (Fußballspieler) (* 2002), schwedischer Fußballspieler
- Dennis Svensson (* 1996), deutscher Schauspieler
- Doris Svensson (1947–2023), schwedische Sängerin

### E
- Egon Svensson (1913–1995), schwedischer Ringer
- Ellenor Svensson (* 1971), schwedische Schwimmerin
- Eric Svensson (1903–1986), schwedischer Leichtathlet
- Erik Ragnar Svensson (1910–1973), schwedischer Botaniker
- Esbjörn Svensson (1964–2008), schwedischer Jazzpianist
- Eva Svensson (* 1987), schwedische Skilangläuferin
- Eva-Britt Svensson (* 1946), schwedische Politikerin (Vänsterpartiet)
- Ewan Svensson, schwedischer Jazzmusiker

### F
- Felix Svensson (* 1997), schwedischer Leichtathlet
- Frida Svensson (* 1981), schwedische Ruderin
- Fritjof Svensson (1896–1961), schwedischer Ringer

### G
- Gösta Svensson (1929–2018), schwedischer Hochspringer
- Gottfrid Svensson (1889–1956), schwedischer Ringer
- Gunilla Svensson (* 1966), schwedische Meteorologin und Hochschullehrerin
- Gunnar Svensson (1920–1995), schwedischer Jazzmusiker, Komiker und Filmkomponist
- Gustaf Svensson (1882–1950), schwedischer Segler
- Gustaf Svensson (Radsportler), (1910–?), schwedischer Radrennfahrer
- Gustav Svensson (Schauspieler) (1950–1978), schwedischer Schauspieler
- Gustav Svensson (Fußballspieler) (* 1987), schwedischer Fußballspieler

### H
- Håkan Svensson (* 1970), schwedischer Fußballspieler
- Hans Svensson (* 1955), schwedischer Ruderer
- Henning Svensson (1891–1979), schwedischer Fußballspieler und -trainer
- Holger Svensson (* 1945), deutscher Bauingenieur

### I
- Ingvar Svensson (Entomologe) (1919–2011), schwedischer Schmetterlingskundler
- Ingvar Svensson (Politiker) (* 1944), schwedischer Politiker (Kristdemokraterna)
- Ivar Svensson (1893–1934), schwedischer Fußballspieler

### J
- Jan Svensson (Leichtathlet) (* 13. Mai 1944), schwedischer Speerwerfer
- Jan Svensson (Fußballspieler) (* 1956), schwedischer Fußballspieler
- Jan Svensson (Manager) (* 1956), schwedischer Manager
- Jan Harpo Torsten Svensson, bekannt als Harpo (* 1950), schwedischer Popsänger
- Jesper Svensson (* 1990), schwedischer Triathlet
- Jonathan Svensson (* 1998), schwedischer Handballspieler
- Jonas Svensson (Tennisspieler) (* 1966), schwedischer Tennisspieler
- Jonas Svensson (Fußballspieler) (* 1993), norwegischer Fußballspieler

### K
- Kalle Svensson (1925–2000), schwedischer Fußballspieler
- Kamma Svensson (1908–1988), dänische Malerin, Grafikerin und Illustratorin
- Karin Åhman-Svensson (* 1957), schwedische Fußballspielerin
- Karl Svensson (* 1984), schwedischer Fußballspieler
- Karl-Erik Svensson (1891–1978), schwedischer Turner
- Karl-Johan Svensson (1887–1964), schwedischer Turner
- Kjell Svensson (* 1938), schwedischer Eishockeytorwart
- Klara Svensson (* 1987), schwedische Boxerin
- Kristian Svensson (* 1981), schwedischer Handballspieler und -trainer
- Kurt Svensson (1927–2016), schwedischer Fußballspiele

### L
- Lalle Svensson (1938–1990), schwedischer Jazzmusiker
- Lars Svensson (Eishockeyspieler) (1926–1999), schwedischer Eishockeyspieler
- Lars Svensson (Schriftsteller) (* 1938), schwedischer Lexikograph und Sprachwissenschaftler
- Lars Svensson (Ornithologe) (* 1941), schwedischer Ornithologe
- Lars E. O. Svensson (* 1947), schwedischer Wirtschaftswissenschaftler
- Lasse Svensson (Musiker) (Lasse Viktor Emanuel Svensson; * 1947), schwedischer Schlagzeuger und Musikproduzent
- Lasse Svensson (Pastor) (Lars Anders Svensson; * 1971), schwedischer Pastor

### M
- Madelein Svensson (* 1969), schwedische Leichtathletin
- Magnus Svensson (Eishockeyspieler) (* 1963), schwedischer Eishockeyspieler
- Magnus Svensson (Fußballspieler) (* 1969), schwedischer Fußballspieler
- Magnus Svensson (Unihockeyspieler) (* 1983), schwedischer Unihockeyspieler
- Magnus Pääjärvi-Svensson (* 1991), schwedischer Eishockeyspieler
- Malcolm Svensson (1885–1961), schwedischer Hammerwerfer
- Marcus Svensson (* 1990), schwedischer Sportschütze
- Marie Svensson (* 1967), schwedische Tischtennisspielerin
- Marte Juuhl Svensson (* 2001), norwegische Handballspielerin
- Mathias Svensson (* 1974), schwedischer Fußballspieler
- Michael Svensson (* 1975), schwedischer Fußballspieler

fiktiv:
- Michel Svensson, Protagonist der Kinderbuch-Romane über Michel aus Lönneberga

### O
- Ola Svensson (Fußballspieler) (* 1964), schwedischer Fußballspieler
- Ola Svensson (* 1986), schwedischer Popsänger, siehe Ola (Sänger)
- Oskar Svensson (* 1995), schwedischer Skilangläufer

### P
- Pål Svensson (* 1950), schwedischer Bildhauer
- Palle Svensson (* 1944), dänischer Politikwissenschaftler
- Pelle Svensson (* 1970), schwedischer Eishockeyspieler
- Per Svensson (1943–2020), schwedischer Ringer
- Peter Svensson (1964–2021), österreichischer Opern- und Konzertsänger

### R
- Ragnar Svensson (Segler) (1882–1959), schwedischer Segler
- Ragnar Svensson (* 1934), schwedischer Ringer
- Reinhold Svensson (1919–1968), schwedischer Jazzpianist
- Robert Svensson (* 1983), schwedischer Tischtennisspieler
- Rolf Svensson (* 1935), schwedischer Bogenschütze
- Rolf Ola Anders Svensson, wirklicher Name von Ola Salo (* 1977), schwedischer Rocksänger
- Ruben Svensson (* 1953), schwedischer Fußballspieler
- Rudolf Svensson (1899–1978), schwedischer Ringer

### S
- Staffan Svensson (* 1963), schwedischer Jazzmusiker
- Sven-Ove Svensson (1922–1986), schwedischer Fußballspieler

### T
- Tina Svensson (* 1966), norwegische Fußballspielerin
- Tomas Svensson (* 1968), schwedischer Handballtorwart
- Tommy Svensson (* 1945), schwedischer Fußballspieler und -trainer
- Tore Svensson (1927–2002), schwedischer Fußballtorhüter
- Torsten Svensson (1901–1954), schwedischer Fußballspieler

### U
- Uno Svensson (1929–2012), schwedischer Künstler

### V
- Victoria Sandell Svensson (* 1977), schwedische Fußballspielerin

### Sonstiges
- Svensson Ridge, Gebirgskamm im Mac-Robertson-Land, Antarktika